# العلاقات اليابانية البليزية
العلاقات اليابانية البليزية هي العلاقات الثنائية التي تجمع بين اليابان وبليز.

## مقارنة بين البلدين
هذه مقارنة عامة ومرجعية للدولتين:
| وجه المقارنة                                              | اليابان         | بليز         |
| --------------------------------------------------------- | --------------- | ------------ |
| المساحة (كم2)                                             | 377.97 ألف      | 22.97 ألف    |
| عدد السكان (نسمة)                                         | 126.79 مليون    | 374.68 ألف   |
| الكثافة السكانية (ن./كم²)                                 | 335.45          | 16.31        |
| العاصمة                                                   | طوكيو           | بلموبان      |
| اللغة الرسمية                                             | اللغة اليابانية | لغة إنجليزية |
| العملة                                                    | ين ياباني       | دولار بليزي  |
| الناتج المحلي الإجمالي (بليون دولار)                      | 4.87 تريليون    | 1.84 مليار   |
| الناتج المحلي الإجمالي (تعادل القوة الشرائية) بليون دولار | 5.18 تريليون    | 3.05 مليار   |
| الناتج المحلي الإجمالي الاسمي للفرد دولار أمريكي          | 34.52 ألف       | 4.88 ألف     |
| الناتج المحلي الإجمالي للفرد دولار أمريكي                 | 36.62 ألف       | 8.42 ألف     |
| مؤشر التنمية البشرية                                      | 0.903           | 0.715        |
| رمز المكالمات الدولي                                      | +81             | +501         |
| رمز الإنترنت                                              | .jp             | .bz          |
| المنطقة الزمنية                                           | توقيت اليابان   | 00           |

## منظمات دولية مشتركة
يشترك البلدان في عضوية مجموعة من المنظمات الدولية، منها:
| علم المنظمة | اسم المنظمة                        | تاريخ انضمام اليابان | تاريخ انضمام بليز |
| ----------- | ---------------------------------- | -------------------- | ----------------- |
|             | يونسكو                             | 2 يوليو 1951         | 10 مايو 1982      |
|             | الفريق المعني برصد الأرض           | ?                    | ?                 |
|             | مؤسسة التمويل الدولية              | 20 يوليو 1956        | 19 مارس 1982      |
|             | منظمة حظر الأسلحة الكيميائية       | ?                    | ?                 |
|             | مؤسسة التنمية الدولية              | 27 ديسمبر 1960       | 19 مارس 1982      |
|             | منظمة التجارة العالمية             | ?                    | ?                 |
|             | وكالة ضمان الاستثمار متعدد الأطراف | 12 أبريل 1988        | 29 يونيو 1992     |
|             | الاتحاد البريدي العالمي            | ?                    | ?                 |
|             | الاتحاد الدولي للاتصالات           | 29 يناير 1879        | 16 ديسمبر 1981    |
|             | منظمة الشرطة الجنائية الدولية      | ?                    | ?                 |
|             | الأمم المتحدة                      | 18 ديسمبر 1956       | 25 سبتمبر 1981    |
|             | البنك الدولي للإنشاء والتعمير      | 13 أغسطس 1952        | 19 مارس 1982      |

## وصلات خارجية
- موقع وزارة الخارجية اليابانية
- موقع وزارة الخارجية البليزية